# Обстріли Краснопільської селищної громади
Обстріли Краснопільської селищної територіальної громади — серія обстрілів та авіаударів російськими військами території селища Краснопілля та населених пунктів Краснопільської селищної громади Сумського району (колишнього Краснопільського району) Сумської області в ході повномасштабного російського вторгнення в Україну.
Наказом Міністерства з питань реінтеграції тимчасово окупованих територій України територія громади з 24 травня 2022 року була внесена до оновленого переліку територій України, де тривають бойові дії, або які перебувають в окупації російських військ. Жителям громади, зареєстрованим як внутрішньо переміщені особи (ВПО), здійснюватимуться виплати.

## 2022

### 10 травня
У ніч з 9 на 10 травня російські військові, за оперативною інформацією Генштабу ЗСУ, здійснили обстріли району прикордонних населених пунктів громади із застосуванням реактивних систем залпового вогню для забезпечення посиленої охорони ділянки українсько-російського кордону в Брянській і Курській областях РФ

### 23 травня
Військові РФ з мінометів та артилерії обстріляли село Мезенівка Краснопільської громади та його околиці, повідомив голова Сумської обласної військової адміністрації Дмитро Живицький. Внаслідок цього сталася пожежа на старій фермі. У житлових будинках посічені паркани, побиті вікна. Ніхто з людей не постраждав.

### 25 травня
Близько 1 години ночі в ніч з 24 на 25 травня ворог випустив ракети з території РФ по Краснопіллю. Пуск, попередньо, був з літака, який не перетинав державний кордон, — повідомив голова Сумської ОВА Дмитро Живицький. Державна прикордонна служба Уточнила, що по селищу було випущено 4 ракети. Загиблих попередньо не було. Постраждали будинки мирних мешканців Краснопілля. Пошкоджені близько 20 будинків та ЛЕП. Половина селища лишилась без електроенергії.
За інформацією секретарки Краснопільської селищної ради Ірини Юхти, близько 50 приміщень пошкоджені, серед них — Будинок культури, пошта, архів — вибиті шибки, двері. За інформацією пресслужби АТ «Сумиобленерго», внаслідок ракетного обстрілу, електромережі на території Краснопільщини зазнали пошкоджень. Було знеструмлено 19 трансформаторних підстанцій.

### 26 травня
У ніч з 25 на 26 травня, за інформацією Генерального штабу ЗСУ, військові РФ обстріляли з мінометів калібру 120-мм та ствольної артилерії околиці селища Краснопілля.

### 1 червня
На територію Краснопільської громади ворожі безпілотники скидали саморобні вибухові пристрої. Це детонатор, пластид та кульки для пневматичної зброї з оперенням від воланчика. Як повідомив голова обласної військової адміністрації Дмитро Живицький, вірогідний радіус ураження 30-50 метрів.

### 2 червня
Близько 00:10 у ніч з 1 на 2 червня, ворожа армія завдала чотирьох ракетних ударів з російського літака Су-30 по селищу Краснопіллю, повідомили в ОК «Північ» Генштабу ЗСУ. Одна з ракет влучила в цивільний будинок і зруйнувала його вщент. Ще кілька будинків пошкоджені. Усі травмовані люди — цивільні мешканці Краснопілля, повідомили у Сумській військовій адміністрації. За інформацією кореспондентів Суспільного, які побували на місці подій, поранення отримали двоє людей. Це подружжя пенсіонерів: 82-річний чоловік 80-річна дружина. Вони у лікарні. За даними Сумської обласної прокуратури, під час обстрілу вони були у будинку. Також пошкоджено 6 домоволодінь та 2 транспортних засоби. Через обстріл було пошкоджено наземний газопровід, зазначають в АТ «Сумигаз». 20 домоволодінь залишились без розподілу газу. 2 червня розпочато досудове розслідування за фактом порушення законів та звичаїв війни (ч. 1 ст. 438 КК України).

### 3 червня
У ніч з 2 на 3 червня ворог обстріляв район села Славгород, повідомив Генеральний штаб ЗСУ.

### 7 червня
Після 15 години з ворожої території почалася стрільба з міномету по Краснопільщині. Руйнувань та постраждалих не було.

### 8 червня
Після 16.00 російські літаки нанесли два авіаудари по Краснопільській громаді, повідомив голова ОВА Дмитро Живицький. Поранено людину та знищено автомобіль.

### 9 червня
о 10.00 російські військові запустили три «дрона-камікадзе» з боєприпасами на територію Краснопільської громади. О 16.00 на цю ж територію з квадрокоптера росіяни скинули осколковий гранатометний постріл — повідомили в Сумській ОВА. За попередньою інформацією, постраждалих не було, лише пошкоджено будинок.

### 10 червня
Вдень 10 червня військові ЗС РФ обстріляли Краснопільську громаду з території Росії з важкої артилерії. Від поранень загинула одна людина. Про це повідомив голова ОВА Дмитро Живицький.

### 11 червня
11 червня, за інформацією Генштабі ЗСУ, росіяни зі своєї території обстріляли об'єкти цивільної інфраструктури в селищі Миропільське.

### 14 червня
Після 05:30 ранку територію Краснопільської громади війська ЗС РФ обстріляли з артилерії.

### 16 червня
Близько пів на п'яту ранку по Краснопільській громаді росіянами було нанесено ракетний авіаудар. Ворог поцілив ракетами на цвинтар, розташований на околиці села, зруйнувавши могили — утворилася вирва. О п'ятій годині ранку над селом зафіксували ворожий безпілотник, з території РФ ворог відкрив мінометний вогонь по будинках мирних мешканців та місцевій школі. Всього було 26 вибухів. На подвір'ї однієї з родин у Мезенівці почалася пожежа — згоріла літня кухня та автомобіль, повідомив голова Сумської ОВА Дмитро Живицький. Також російські війська обстріляла місцеву школу. Повністю зруйнована покрівля школи, вікна, двері, стеля, повідомили на Facebook-сторінці Краснопільської селищної ради. В ОК «Північ» зазначили, що обстріл вівся по території села Мезенівка Краснопільської громади. В Держприкордонслужбі України зазначили, що мінометний обстріл був з російського села Дронівка Бєлгородської області.

### 17 червня
Після 15 години на територію Краснопільської громади залетіли два ворожих безпілотники. Один із них скинув вибуховий пристрій, другий було знищено. Після 19 години вечора по території громади почався мінометний обстріл з території Росії: зафіксовано 24 обстріли. Втретє за день, після 20:00 військові ЗС рф почали артобстріл Краснопільської громади з «Градів», усього було зафіксовано 80 влучань. Пошкоджено об'єкт цивільної інфраструктури та господарчі приміщення. Жертв не було, повідомили в Сумській ОВА.

### 21 червня
Територію Краснопільської громади росіяни 21 червня атакували з дронів-камікадзе. Четверо людей було поранено, з них двоє у тяжкому стані в лікарні. Також пошкоджена автівка, повідомив голова Сумської ОВА Дмитро Живицький. 22 червня голова Сумської ОВА уточнив, що внаслідок обстрілу Краснопільської громади поранення отримали не четверо, а шестеро людей. Упродовж дня село Тур'я Краснопільської громади обстрілювати з мінометів та інших видів зброї. Вогонь відкривався чотири рази, загалом нараховано 42 влучання по території громади. Росіяни стріляли по населеним пунктам. Пошкоджені будинки, господарські споруди, школа та сільська рада. Російськими снарядами пошкоджений парк у Тур'ї Краснопільської громади. Під час цих обстрілів ніхто не постраждав, хоча в приміщенні старостинського округу знаходилось чимало людей. У будинку вибило вікна та потрощило стіни. Також уламками зірвало лінії електропередач, які відновили наступного дня.

### 23 червня
Близько 14 години на територію Краснопільської громади росіяни скинули вибухівку з безпілотника. Інформації про постраждалих та руйнування не було.

### 25 червня
Два російські вертольоти 25 червня обстріляли прикордоння Сумщини. Гелікоптери вилетіти з боку Росії та здійснили 6 пусків некерованими ракетами по території Краснопільської громади. Внаслідок обстрілу були зруйновані і пошкоджені: лікарня, будинок культури, бібліотека, школа, повідомив голова Сумської ОВА Дмитро Живицький. Також військові РФ скинули ще два боєприпаси на територію громади з безпілотника. За попередньою інформацією, жертв не було.

### 26 червня
Протягом 26 червня в громаді спостерігачі зафіксували понад сто влучань. Як повідомили в ДПСУ росіяни здійснили понад 10 пусків ракетами з вертольотів, та понад 60 пострілів зі ствольної артилерії та важких мінометів по території Краснопільської громади. В селах Краснопільської громади, за інформацією обласної військової адміністрації, були пошкоджені приватні господарчі споруди, водонапірна башта, ферма, також влучили у поля неподалік села. Півтора мільйона збитків внаслідок обстрілів російськими військовими зазнала агрофірма у селі Верхня Пожня, що за три кілометри від кордону. Пошкоджені приміщення (два склади) та сіно. Там зберігалося орієнтовно 150—200 тонн кормового та експортного сіна. В результаті обстрілів загинула людина, повідомив голова Сумської ОВА Дмитро Живицький. Ще одну було госпіталізовано до лікарні.

### 27 червня
У ніч з 26 на 27 червня ворог завдав авіаційних ударів по селу Славгород, повідомили у Генштабі ЗСУ. До кордону від села трохи більше 3-х кілометрів. У результаті обстрілів мешканці лишилися майже всієї соціальної інфраструктури. Це — зруйновані школа, амбулаторія та Будинок культури. В першій половині дня обстріли продовжилися. За інформацією ДПСУ, було здійснено 5 обстрілів прикордоння з боку РФ. У будівлю Славгородської загальноосвітньої школи, де навчалися 123 учні, влучив снаряд. У 2021 році було перекрито дах та замінено пластикові вікна. Вартість капітального ремонту понад 2 мільйони гривень. З 144 вікон лишилося 15 непошкоджених, зруйновані плити перекриття. У Славгороді мешкала приблизно тисяча людей. За словами старости Славгородського старостинського округу, після обстрілів понад сотня людей евакуювалися.
Протягом дня ворог здійснив більше 10 пусків ракетами з вертольотів, та більше 60 пострілів зі ствольної артилерії та важких мінометів. Були обстріляні території поблизу села Покровки. Також ворог застосував реактивну артилерію в районах сіл Порозок та Верхня Пожня колишньої Славгородської сільської ради. Близько 16 години обстріли знову (вже втретє за добу) відновилися — зі ствольної артилерії. Було зафіксовано понад 40 влучань. За інформацією голови Сумської ОВА Дмитра Живицького внаслідок обстрілів було поранено одну людину.

### 28 червня
Після 10 години ранку військові РФ почали обстрілювати Краснопільщину. За інформацією голови Сумської ОВА Дмитра Живицького — це були авіаційні обстріли: росіяни запустили близько 20 ракет з гелікоптерів, які не перетинали лінію державного кордону. Били по Краснопільській та Миропільській громаді". Після 11:00 ворог знову відкрив вогонь з реактивних систем залпового вогню «Град»: 30 влучань по Краснопільщині. Втретє відновили обстріл з опівдня. Знову били по селах Краснопільської громади: близько 50 артилерійських пострілів із САУ. Також росіяни вели вогонь з кулеметів та станкового гранатомета. Вчетверте за день (близько 14 години) росіяни близько 30 разів били з артилерії по Краснопільській громаді. Після 18 години вечора обстріл відновився — ще понад 50 ударів з реактивних систем залпового вогню по різних населених пунктам громади. Внаслідок обстрілів Сумщини військовими РФ 28 червня двоє людей загинули, троє були поранені.

### 29 червня
По Краснопільській громаді росіяни гатили з мінометів. За інформацією голови Сумської ОВА Дмитра Живицького вони здійснили 20 пострілів. Також ворог застосував реактивну артилерію та САУ: 25 та 47 влучань, відповідно. Пізніше безпілотник скинув вибуховий пристрій. Одна людина загинула, троє — поранені.

### 01 липня
Обстріли велися по території Краснопільської громади. За інформацією голови Сумської ОВА Дмитра Живицького були пошкоджені фермерські господарства, електромережі, водонапірна башта та помешкання.

### 05 липня
Майже з пів на першу дня розпочався обстріл зі стрілецької зброї та мінометів Краснопільської громади. Ближче до 17 і до 19 години вечора вдруге за день ще два обстріли, обидва по 5 мін. Було пошкоджено склад міндобрив.

### 06 липня
Протягом 6 липня військові Росії кілька разів обстрілювали територію громади, зокрема, селище Краснопілля та село Хмелівка, повідомило оперативно-тактичне угруповання "Суми". Ворогом вівся мінометний вогонь, росіяни стріляли ракетами з БМ21 та скидали вибухові пристроїв з безпілотників. За інформацією Національної поліції Сумської області постраждалих та пошкоджень інфраструктури не було. За даними фактами слідчі відкрили кримінальні провадження за ст. 438 ККУ "Порушення законів та звичаїв війни". Слідчі дії тривають.

### 12 липня
Росіяни зі своєї території обстрілювали територію села Покровка. Травмованих людей не було, але були руйнування цивільної будівлі, повідомили у Сумській обласній військовій адміністрації. Внаслідок обстрілів сталося загоряння нежилого будинку..

### 13 липня
Після 13 години почався мінометний обстріл Краснопільської громади. Було зафіксовано 19 влучань. Постраждалих та руйнувань не було, — повідомили у Сумській військовій адміністрації.

### 14 липня
У другій половині дня з російського села Старосілля Красноярузького району Бєлгородської області ворог здійснив близько двох десятків пострілів з 120-мм мінометів в напрямку села Грабовське Краснопільської громади. Про це повідомили у Telegram-каналі Поліції Сумської області. Також обстріли підтвердили на сторінці у Facebook Східного регіонального управлінні ДПСУ. За даними фактами відкриті кримінально провадження за ст. 438 Кримінального кодексу України «Порушення законів та звичаїв війни». Поліція документує наслідки обстрілів. Унаслідок обстрілів жертв не було.

### 16 липня
О 19.30 військові ЗС РФ з мінометів обстріляли Краснопільщину, повідомив голова Сумської ОВА Дмитро Живицький. Також цю інформацію підтвердили в ДПСУ та в Нацполіції Сумщини. За даними фактами у поліції відкрито кримінальні провадження за ст. 110 "Посягання на територіальну цілісність і недоторканність України" та ст. 438 "Порушення законів та звичаїв війни" Кримінального кодексу України.

### 19 липня
За інформацією голови Сумської ОВА Дмитра Живицького, з 1.30 до 3.00 в ніч з 18 на 19 липня по Краснопільській громаді російські військові вели обстріл з міномету, постраждалих не було.

### 22 липня
Після 21.00 військові ЗС РФ з мінометів обстріляли території громаду. Жертв та руйнувань не було, повідомив голова ОВА Дмитро Живицький.

### 23 липня
Застосувавши САУ ворог наніс вогневе ураження по територіях Білопільської та Краснопільської громад.

### 29 листопада
Краснопільську громаду росіяни обстрілювали 6 разів протягом дня. Гатили по прикордонним селам із артилерії (загалом 66 “прильотів” зі 152 мм і 120 мм калібрів). А також із мінометів - 12 “прильотів”. Внаслідок одного із обстрілів пошкоджено легковий автомобіль” Російськими обстрілами були пошкоджені електролінії у Ямпільській, Глухівській, Краснопільській та Білопільській громадах

### 23 грудня
7 мін розірвалися на прикордонні Краснопільської громади, а згодом росіяни скинули вибухівку з квадрокоптера.

## 2023

### 03 березня
Краснопільська громада: з 09:40 ворожий російський БПЛА виконав скидання 4-х боєприпасів (типу ВОГ) у різних селах громади. У цей же час зафіксовано ворожий обстріл з ПТУР 120мм (пуск 2-х ракет). Також з території РФ здійснено обстріл з ПТРК.

### 20 березня
Мінометного обстрілу зазнала Краснопільська громада – десять «прильотів». Окрім того, ворожий БПЛА скинув чотири вибухові пристрої типу ВОГ.

### 22 серпня
Краснопільська громада зазанала обстрілів із мінометів, артилерії (САУ) та АГС.

### 03 вересня
По Краснопільській громаді зафіксовано гранатометні (ЗПГ та АГС) (19 вибухів), а також мінометні (13 вибухів) та артилерійські (2 вибухи) обстріли. До того ж, окупанти атакували громаду шістьма некерованими авіаційними ракетами (НАР), пролунало шість вибухів.

### 17 вересня
З вертольотів, артилерії та мінометів із території РФ були обстріляні Краснопільська, Новослобідська, Білопільська, Хотинська, Юнаківська та Зноб-Новгородська громади Сумської області.

### 11 жовтня
По території Краснопільської громади завдали ударів із артилерії, мінометів, гранатометів та ПТРК.

### 16 листопада
У Краснопільській громаді зафіксовано скидання ВОГ з БпЛА, 4 вибухи та обстріл з мінометів, 5 вибухів.

### 22 листопада
"Протягом дня зафіксовано 17 обстрілів прикордонних територій та населених пунктів Сумської області. Зафіксовано 54 вибухи. Обстрілу зазнали Краснопільська, Юнаківська, Великописарівська, Білопільська, Новослобідська, Путивльська, Глухівська, Шалигинська, Знобсько-Новгородська, Есманська, Середино-Будська громади", - зазначається в повідомленні Сумської ОВА. Зокрема, росіяни обстріляли з мінометів громади: Краснопільську (5 вибухів), Есманську (18 вибухів), Середино-Будську (3 вибухи), Глухівську (1 вибух), Шалигинську (1 вибух), Новослобідську (1 вибух), Путивльську (6 мін), Зноб-Новгородську (5 вибухів).

### 23 листопада
За даними Сумської ОВА, росіяни обстріляли з мінометів громади: Краснопільську (23 вибухи), Зноб-Новгородську (10 вибухів), Шалигінську (7 вибухів), Великописарівську (4 вибухи), Хотінську (2 міни). Також громаду  війська РФ обстріляли з різних видів станкових гранатометів (1 вибух).

### 25 листопада
Краснопільська громада зазнала ворожих обстрілів із міномета (29 вибухів) і гранатомета АГС/СПГ/РПГ (8 вибухів).

### 02 грудня
За даними Сумської ОВА, росіяни обстріляли з мінометів громади: Великописарівську (22 вибухи), Краснопільську (14 вибухів), Середино-Будську (13 вибухів), Білопольську (11 вибухів), Есманську (6 вибухів).

### 10 грудня
У ніч проти 10 грудня росіяни атакували Сумську область. Тут зафіксовано п'ять обстрілів та 14 вибухів. Під ударом перебували населені пункти Краснопільської, Зноб-Новгородської, Середино-Будської, Дружбівської громад. Росіяни атакували з мінометів, РСЗВ, скидали вибухівку з безпілотників.

### 11 грудня
У Краснопільській громаді зафіксовано скидання з БПЛА вибухових пристроїв типу ВОГ (чотири вибухи) та мінометний обстріл (10 вибухів).

## 2024

### 03 січня
Обстрілів зазнали Юнаківська, Краснопільська, Хотінська, Великописарівська громади. Зафіксовано 46 вибухів.

### 04 січня
По Краснопільській громаді ворог бив з мінометів (зафіксовано 14 вибухів) та артилерії (зафіксовано два вибухи).

### 06 січня
У Краснопільській громаді зафіксовано обстріли з артилерії та мінометів (26 і 4 вибухи відповідно).

### 30 січня
У ️Краснопільській громаді ворог бив із мінометів (12 вибухів). Крім того, здійснено скидання з БПЛА вибухових пристроїв (ВОГ) (2 вибухи).

### 10 лютого
Внаслідок обстрілу Краснопільської громади пошкоджено лінію електропередач.

### 19 лютого
По громаді з території Росії здійснено артилерійські обстріли (2 вибухи) і мінометні обстріли (16 вибухів).

### 26 лютого
По Краснопільській громаді армія РФ завдала ударів зі ствольної артилерії (14 вибухів) та міномету (9 вибухів).

### 03 березня
Краснопільська громада: з 09:40 ворожий БПЛА виконав скидання 4-х боєприпасів (типу ВОГ) у різних селах громади. У цей же час зафіксовано ворожий обстріл з ПТУР 120мм (пуск 2-х ракет). Також з території РФ здійснено обстріл з ПТРК.

### 07 березня
У Краснопільській громаді здійснено удар FPV дроном (1 вибух), мінометні обстріли (12 вибухів), скидання з БПЛА вибухових пристроїв (2 вибухи), артобстріл (3 вибухи) та обстріл із РСЗВ (3 вибухи).

### 10 березня
У Краснопільській громаді зафіксовано мінометний та артилерійський обстріли (по 3 вибухи).

### 12 березня
Окупанти з артилерії обстріляли Великописарівську (19 вибухів), Краснопільську (3 вибухи) та Білопільську (3 вибухи) громади.

### 15 березня
В Краснопільській громаді був артилерійський обстріл (2 вибухи) та мінометний обстріл (3 вибухи).

### 16 березня
У Краснопільській громаді були артобстріли (9 вибухів) і скидання з БПЛА вибухового пристрою (1 вибух), мінометний обстріл (2 вибухи), ракетний удар (1 вибух).

### 17 березня
По території Краснопільської громади війська РФ били з АГС (5 вибухів).

### 18 березня
Протягом дня росіяни здійснили 50 обстрілів прикордонних територій та населених пунктів Сумської області. Зафіксовано 214 вибухів. Обстрілу зазнали Миколаївська, Миропільська, Юнаківська, Хотінська, Білопільська, Краснопільська, Великописарівська, Конотопська, Шалигинська, Есманська, Середино-Будська громади", - зазначено в повідомленні Сумської ОВА. Війська РФ здійснювали обстріли з артилерії, мінометів, авіації, танків і дронів-камікадзе типу "FPV".

### 19 березня
По Краснопільській громаді ворог гатив з артилерії (5 вибухів), мінометів (7 вибухів) і скинув ВОГ із БПЛА (2 вибухи).

### 20 березня
Краснопілля росіяни атакували з артилерії та мінометів.

### 22 березня
По території Краснопільської громади ворожим БпЛА було здійснено скидання боєприпасів (2 вибухи), здійснено обстріли з міномета (16 вибухів), артилерії (19 вибухів), обстріл дроном-камікадзе типу "FPV" (1 вибух).

### 23 березня
У Краснопільській громаді РФ поцілила з артилерії (9 вибухів), мінометів (40 вибухів), а також скинула ВОГ із БПЛА (1 вибух).

### 24 березня
На Краснопільську громаду здійснено скидання ВОГ із БПЛА (1 вибух), обстріл із артилерії (6 вибухів) і скидання ВОГ із БПЛА (1 вибух).

### 25 березня
У Краснопільській громаді здійснено скидання з БпЛА вибухового пристрою (ВОГ) (4 вибухи), артобстріл (5 вибухів), 4 обстріли БпЛА (FPV-дрон).

### 26 березня
По Краснопільській громаді ворог гатив із мінометів (6 вибухів) та артилерії (10 вибухів). Краснопільська громада: зафіксовано скидання з БпЛА вибухового пристрою (ВОГ) (1 вибух).

### 27 березня
По ️Краснопільській громаді ворог бив із мінометів (10 вибухів).
Краснопільська громада: здійснено мінометні обстріли (12 вибухів), артобстріли (10 вибухів) та скидання з БпЛА вибухових пристроїв (ВОГ) (8 вибухів).

### 28 березня
У Краснопільській громаді зафіксовано скидання з БпЛА вибухового пристрою (ВОГ) (2 вибухи).

### 29 березня
Вночі та вранці росіяни здійснили 7 обстрілів прикордонних територій і населених пунктів Сумської області. Зафіксовано 35 вибухів. Обстрілу зазнали Хотінська (9 вибухів), Миропільська (5 вибухів), Краснопільська (9 вибухів), Великописарівська (6 мін), Зноб-Новгородська (4 вибухи), Середино-Будська (2 вибухи)громади
По Краснопільській ОТГ ворог гатив із артилерії (8 вибухів) та мінометів (10 вибухів).

### 30 березня
Краснопільська громада: відбулися скидання з БпЛА вибухового пристрою (ВОГ) (2 вибухи) та артилерійські обстріли (15 вибухів), мінометний обстріл (3 вибухи).

### 31 березня
Краснопільська громада: 5 мін скинули росіяни на територію громади.Були скидання з БпЛА вибухових пристроїв (7 вибухів), обстріл БпЛА (FPV-дрон) (4 вибухи), мінометні обстріли (6 вибухів).

### 01 квітня
По Краснопільській громаді нанесено авіаудари з гелікоптера ракетами типу НАР (12 вибухів).

### 2 квітня
6 мін скинув ворог на території Краснопільської громади, наніс авіаудар з гелікоптера пуск НУРС (40 вибухів). Також бив по території з РСЗВ (3 вибухи), мінометів (28 вибухів), артилерії (12 вибухів).

### 3 квітня
В Краснопільській громаді зафіксовано авіаудар КАБ (3 вибухи). За даними прокуратури Сумської області: "3 квітня 2024 року близько 9:20, застосовуючи заборонені міжнародним правом методи ведення війни, окупанти завдали авіаудар по цивільній інфраструктурі Краснопільської громади Сумського району. Унаслідок атаки ворога загинув 45-річний чоловік, іще один чоловік та його 3-річна донька отримали поранення. Пошкоджено 5 автомобілів, будівлю магазину та будівлю будинку культури. Прокурори у взаємодії з іншими правоохоронцями документують наслідки обстрілів. Досудове розслідування здійснюється слідчими Управління Служби безпеки України в Сумській області."

### 4 квітня
На територію громади росіяни скинули 2 міни.

### 5 квітня
По території громади ворог бив з мінометів (27 вибухів) та артилерії (17 вибухів), гранатометів (12 вибухів). Також були обстріли БПЛА скидання ВОГ (2 вибухи).

### 7 квітня
У громаді відбулися скидання ВОГ із БПЛА (11 вибухів), артилерійський обстріл (4 вибухи), мінометні обстріли (6 вибухів).

### 8 квітня
По громаді здійснено обстріл FPV дроном скидання ВОГ (5 вибухів) та обстріл баражуючим боєприпасом «Ланцет» (1 вибух).

### 9 квітня
Здійснено мінометний обстріл (2 вибухи).

### 10 квітня
4 міни скинув ворог на територію громади. Також були обстріли FPV дроном скидання ВОГ (2 вибухи) та артобстріл (13 вибухів).

### 11 квітня
Зафіксовано обстріл FPV дроном скидання ВОГ (1 вибух), скидання ВОГ з БпЛА (2 вибухи).

### 13 квітня
У Краснопільській громаді зафіксовано мінометний обстріл (2 вибухи) та удар дроном-камікадзе типу «FPV» (2 вибухи).

### 14 квітня
"14 квітня 2024 року близько 8:00 окупанти на території Краснопільської громади Сумського району скинули з дрона вибухівку на вантажівку. Водій транспортного засобу загинув", - ідеться в повідомленні Офісу генпрокурора. За процесуального керівництва Сумської обласної прокуратури розпочато досудове розслідування за фактом порушення законів та звичаїв війни, поєднаного з умисним вбивством (ч. 2 ст. 438 КК України). Також по території громади здійснено артилерійські обстріли (17 вибухів), мінометні обстріли (7 вибухів), удари дроном-камікадзе «FPV» (2 вибухи).

### 15 квітня
Мешканець селища Краснопілля загинув унаслідок обстрілу населеного пункту російськими окупантами, повідомляють на сторінці Оперативного командування "Північ" ."Краснопілля - один вибух, імовірно, ФПВ-дрон. Унаслідок обстрілу загинула одна цивільна особа", - йдеться у зведенні. З ворожого літака здійснено пуск авіаційної бомби  та мінометний обстріл (4 вибухи).

### 16 квітня
23 міни скинув ворог на територію громади. Також були артилерійські обстріли (12 вибухів).

### 18 квітня
Зафіксовано скидання ВОГ з ворожого БПЛА (1 вибух).

### 19 квітня
Зафіксовано мінометний обстріл (7 вибухів) та скидання вибухового пристрою типу ВОГ з БПЛА (2 вибухи).

### 20 квітня
Здійснено обстріли з міномету (22 вибухи) та артилерії (33 вибухи). Також були обстріли FPV-дроном (2 вибухи) та з ворожого БпЛА скинуто 2 снаряди типу ВОГ.

### 21 квітня
По Краснопільській громаді росіяни били з артилерії (23 вибухи), мінометів (8 вибухів). Також були обстріли FPV-дроном (2 вибухи) та з ворожого БпЛА скинуто 2 снаряди типу ВОГ.

### 22 квітня
Здійснено мінометний обстріл (12 вибухів) та артобстріл (9 вибухів) громади, зафіксовано атаку дрону типу «FPV».

### 23 квітня
Відбулися атаки ворожих дронів типу «FPV» (5 вибухів), артобстріли (22 вибухів) та з ворожого  з БпЛА  здійснено скидання  ВОГ (14 вибухів).

### 24 квітня
По терені громади ворог бив з артилерії (12 вибухів).

### 25 квітня
Краснопільську громаду ворог обстріляв із мінометів (18 вибухів), артилерії (4 вибухи), скинув із БПЛА вибуховий пристрій ВОГ (5 вибухів) та здійснив атаку п'ятьма FPV-дронами (5 вибухів).

### 27 квітня
16 мін скинули росіяни на територію громади.

### 28 квітня
З ворожого БпЛА відбулися скидання боєприпасів (7 вибухів), атака FPV дроном (1 вибух), артобстріл (2 вибухи), мінометний обстріл (2 вибухи).

### 29 квітня
Ворог бив з мінометів (14 вибухів) та артилерії (15 вибухів). Як повідомили в оперативному командуванні “Північ”, внаслідок удару безпілотниками невизначеного типу у Краснопіллі пошкоджено приватний будинок та сарай. 4 міни скинули росіяни на територію громади.

### 30 квітня
Відбулися скидання з БПЛА боєприпасів ВОГ (8 вибухів), обстріл з мінометів (6 вибухів), атака FPV-дронів (3 вибухи).

### 1 травня
9 мін скинули росіяни на територію громади.

### 3 травня
6 мін скинули росіяни на територію громади та здійснили удар FPV-дроном (1 вибух).

### 4 травня
У Краснопільській громаді зафіксовано обстріли з мінометів (19 вибухів), атаку FPV-дронів (3 вибухи).

### 5 травня
Відбулася атака FPV-дрона (1 вибух).

### 8 травня
13 мін скинули росіяни на територію громади.

### 9 травня
По Краснопільській громаді ворог бив з мінометів (39 вибухів) та артилерії (4 вибухи) та наніс удар БпЛА типу «Ланцет» (1 вибух).

### 10 травня
20 мін скинули росіяни на територію громади.

### 11 травня
Ворог бив з мінометів (10 вибухів).

### 12 травня
У Краснопільській громаді здійснено обстріли з мінометів (7 вибухів) та артилерії (19 вибухів). Внаслідок артобстрілу, загинув один житель громади, ще два жителя отримали поранення.

### 13 травня
8 мін скинув ворог на територію громади. Також зафіксовано артилерійський обстріл (2 вибухи).

### 14 травня
Зафіксовано обстріли зі ствольної артилерії (2 вибухи) та мінометів (3 вибухи).

### 15 травня
По громаді здійснено обстріли зі ствольної артилерії (7 вибухів) та мінометів (8 вибухів).

### 16 травня
"Протягом дня росіяни здійснили 32 обстріли прикордонних територій та населених пунктів Сумської області. Зафіксовано 166 вибухів. Обстрілу зазнали Білопільська, Краснопільська, Великописарівська, Новослобідська, Глухівська, Есманська, Шалигинська, Дружбівська, Середино-Будська, Зноб-Новгородська громади", - ідеться в повідомленні Сумської ОВА.

### 17 травня
"Протягом дня росіяни здійснили 44 обстріли прикордонних територій і населених пунктів Сумської області. Зафіксовано 183 вибухи. Обстрілу зазнали Хотинська, Юнаківська, Білопільська, Миропільська, Краснопільська, Великописарівська, Новослобідська, Есманська, Шалигинська, Середино-Будська громади", - зазначається в повідомленні Сумської обласної військової адміністрації.

### 18 травня
"Протягом дня росіяни здійснили 46 обстрілів прикордонних територій та населених пунктів Сумської області. Зафіксовано 284 вибухи. Обстрілу зазнали Миколаївська, Хотінська, Юнаківська, Білопільська, Краснопільська, Великописарівська, Новослобідська, Есманьська, Шалигинська, Середино-Будська громади", - йдеться в повідомленні Сумської обласної військової адміністрації.

### 19 травня
"Уночі та вранці росіяни здійснили 9 обстрілів прикордонних територій та населених пунктів Сумської області. Зафіксовано 21 вибух. Обстрілу зазнали Хотінська, Юнаківська, Білопільська, Краснопільська, Есманьська та Серединно-Будська громади", - йдеться в повідомленні  Сумської обласної військової адміністрації.

### 20 травня
Протягом дня російські війська здійснили 48 обстріли прикордонних територій та населених пунктів Сумської області. Зафіксовано 243 вибухи. Обстрілів зазнали Садівська, Миколаївська, Хотінська, Юнаківська, Білопільська, Краснопільська, Миропільська, Великописарівська, Путивльська, Есманьська, Шалигинська, Середино-Будська, Свеська, Зноб-Новгородська громади, повідомляє Сумської обласна військова адміністрація.

### 21 травня
Були мінометні обстріли громади (11 вибухів).

### 22 травня
Зафіксовано артобстріл (6 вибухів).

### 23 травня
19 мін скинули росіяни на територію громади. Також був артобстріл ( 1 вибух).

### 24 травня
Здійснено артилерійські обстріли (23 вибухи), мінометний обстріл (1 вибух).

### 25 травня
По Краснопільській громаді здійснено артилерійський обстріл (5 вибухів), мінометні обстріли (15 вибухів), атаки FPV дронів (7 вибухів) та скидання боєприпасів ВОГ з БпЛА (2 вибухи).

### 26 травня
По громаді завдано  удару FPV дронами (10 вибухів), артилерійські обстріли (11 вибухів), мінометний обстріл (5 вибухів).

### 27 травня
Зафіксовано артилерійські обстріли (6 вибухів). Також ворогом здійснено обстріл зі стрілецької зброї.

### 28 травня
Зафіксовано артилерійські обстріли (6 вибухів).

### 29 травня
Здійснено ракетний удар по громаді (1 вибух), унаслідок чого загинуло 2 людей та ще 5 людей поранено. Також був обстріл з міномету (4 вибухи).

### 30 травня
Зафіксовано артилерійські обстріли (2 вибухи).

### 1 червня
Був обстріл громади з мінометів (3 вибухи), з використанням БпЛА (FPV-дрон «камікадзе») (3 вибухи) та артилерії (6 вибухів).

### 2 червня
Був обстріл громади з мінометів (2 вибухи).

### 3 червня
2 міни скинув ворог на територію громади. Також завдано удари з артилерії (3 вибухи), обстріли FPV дронами (3 вибухи) та скидання з БПЛА вибухових пристроїв (8 вибухів).

### 4 червня
Зафіксовано скидання ВОГ з БПЛА (9 вибухів). Також ворог бив з мінометів (7 вибухів) та артилерії (2 вибухи).

### 5 червня
Були мінометні (5 вибухів), артилерійські (5 вибухів) обстріли та атака FPV дронами (3 вибухи).

### 6 червня
Ворог бив по громаді з артилерії (8 вибухів) та мінометів (2 вибухи).

### 7 червня
Ворог бив з мінометів (6 вибухів) та артилерії (14 вибухів).

### 8 червня
Ворог бив по громаді з артилерії (11 вибухів).

### 9 червня
Були артилерійські (4 вибухи) мінометні (4 вибухи) обстріли та атака FPV дронами (2 вибухи).

### 10 червня
Ворог завдав удари дронами-камікадзе типу «FPV» (13 вибухів), артобстріли (25 вибухів), обстріли з мінометів (16 вибухів).

### 11 червня
"Протягом дня росіяни здійснили 15 обстрілів прикордонних територій та населених пунктів Сумської області. Зафіксовано 39 вибухів. Обстріли зазнали Хотінська, Миропільська, Білопільська, Краснопільська, Великописарівська, Новослобідська, Шалигінська громади", - зазначається в повідомленні Сумської ОВА.

### 12 червня
"Протягом дня росіяни здійснили 14 обстрілів прикордонних територій і населених пунктів Сумської області. Зафіксовано 41 вибух. Обстрілів зазнали Хотінська, Білопільська, Краснопільська, Великописарівська, Новослобідська, Есманьська громади", - ідеться в повідомленні.Сумської ОВА.

### 13 червня
Окупанти за добу обстріляли п'ять прикордонних громад Сумської області, використали артилерію, міномети та кулемет, повідомила Сумська обласна військова адміністрація станом на 21.00 четверга. Як зазначається у повідомленні: "Протягом дня росіяни здійснили 11 обстрілів прикордонних територій та населених пунктів Сумської області. Зафіксовано 42 вибухи. Обстрілів зазнали Хотінська, Юнаківська, Миропільська, Краснопільська, Дружбівська громади".

### 14 червня
За добу одну людину загинули та ще семеро поранено внаслідок обстрілів восьми прикордонних громад Сумської області, повідомляє Сумська обласна військова адміністрація станом на 21:00 п'ятниці. "Протягом дня росіяни здійснили 19 обстрілів прикордонних територій та населених пунктів Сумської області. Зафіксовано 38 вибухів. Обстріли зазнали Хотінська, Юнаківська, Миропільська, Краснопільська, Великописарівська, Шалигінська, Есманьська, Шосткинська громади", - зазначається в повідомленні.

### 15 червня
"Протягом дня росіяни здійснили 12 обстрілів прикордонних територій і населених пунктів Сумської області. Зафіксовано 25 вибухів. Обстрілів зазнали Юнаківська, Білопільська, Миропільська, Краснопільська, Великописарівська, Есманьська, Середино-Будська громади", - йдеться в повідомленні Сумської обласної військової адміністрації.

### 16 червня
Протягом дня росіяни здійснили 5 обстрілів прикордонних територій та населених пунктів Сумської області. Зафіксовано 35 вибухів. Обстрілу зазнали Юнаківська, Краснопільська, Великописарівська, Зноб-Новгородська громади", - вказується в повідомленні Сумської обласної військової адміністрації. Були задіяні вертольоти агресора.

### 17 червня
Зафіксовано скидання вибухового предмету з БпЛА (1 вибух) та мінометний обстріл (2 вибухи).

### 18 червня
11 мін скинули росіяни на територію громади.

### 19 червня
Ворог бив по громаді з мінометів (8 вибухів) та артилерії (14 вибухів).

### 21 червня
По громаді ворог бив з артилерії (2 вибухи) та мінометів (4 вибухи).

### 22 червня
По громаді здійснено удари FPV-дронами (4 вибухи), обстріли з артилерії (13 вибухів), мінометів (9 вибухів), танковий обстріл (5 вибухів).

### 23 червня
росіяни вдарили по громаді з артилерії (9 вибухів), міномету (8 вибухів).

### 24 червня
Здійснено мінометні обстріли громади (10 вибухів).

### 26 червня
Зафіксовано обстріли громади з використанням FPV дронів (6 вибухів), артобстріли (5 вибухів).

### 27 червня
Здійснено обстріли з використанням FPV дронів (21 вибух), артобстріли (9 вибухів).

### 28 червня
росіяни били по громаді з артилерії (3 вибухи) та нанесли обстріл з використанням FPV дронів (3 вибухи).

### 29 червня
Здійснено обстріл громади з використанням двох FPV дронів (2 вибухи), артобстріли (22 вибухів).

### 30 червня
Був артилерійський обстріл громади (3 вибухи).

### 1 липня
Здійснено мінометні обстріли громади (9 вибухів), удар БпЛА типу «Ланцет» (1 вибух), обстріл із стольної артилерії (8 вибухів).

### 2 липня
Ворог бив по терені громади з артилерії (7 вибухів), мінометів (3 вибухи). Також зафіксовано атаку 2-ма FPV дронами.

### 3 липня
По громаді здійснено удар 2 FPV дронами (2 вибухи), артобстріл (2 вибухи), обстріли з мінометів (7 вибухів).

### 4 липня
Здійснено обстріли громади з мінометів (12 вибухів), артилерії (14 вибухів), скидання з БпЛА вибухового пристрою типу ВОГ (3 вибухи), атаку БпЛА «Ланцет»(1 вибух).

### 5 липня
12 мін скинули росіяни на територію громади. Також був артобстріл (16 вибухів).

### 6 липня
Відбулися скидання вибухового пристрою на громаду з БпЛА (2 вибухи), удари FPV дроном (2 вибухи).

### 7 липня
13 мін скинули росіяни на територію громади. Також відбулося скидання з БпЛА боєприпасів (12 вибухів).

### 8 липня
По громаді здійснено удар FPV-дронами (3 вибухи). Завдано поранень жителю громади.

### 9 липня
Ворог бив по громаді з артилерії (3 вибухи), мінометів (3 вибухи) та скинув з БпЛА вибухові пристрої (2 вибухи).

### 10 липня
Були обстріли громади з артилерії (13 вибухів), мінометів (4 вибухи), скидання з БПЛА вибухового пристрою (1 вибух), удар FPV-дроном (1 вибух).

### 11 липня
З території рф здійснено постріли зі стрілецької зброї.

### 12 липня
Відбулися скидання з БпЛА вибухових пристроїв (4 вибухи), обстріл з мінометів (2 вибухи).

### 13 липня
Ворог наніс удари 2 FPV дронами (2 вибухи), артилерійський удар (3 вибухи) та скинув з БпЛА вибухові пристрої (6 вибухів).

### 14 липня
Здійснено скидання з БпЛА вибухових пристроїв (3 вибухи), артилерійський обстріл (4 вибухи).

### 15 липня
Ворог бив по громаді з артилерії (11 вибухів).

### 16 липня
Здійснено скидання з БпЛА вибухових пристроїв (3 вибухи), артилерійські обстріли (12 вибухів).

### 17 липня
Відбулося скидання з БпЛА 1 вибухового пристрою (1 вибух).

### 19 липня

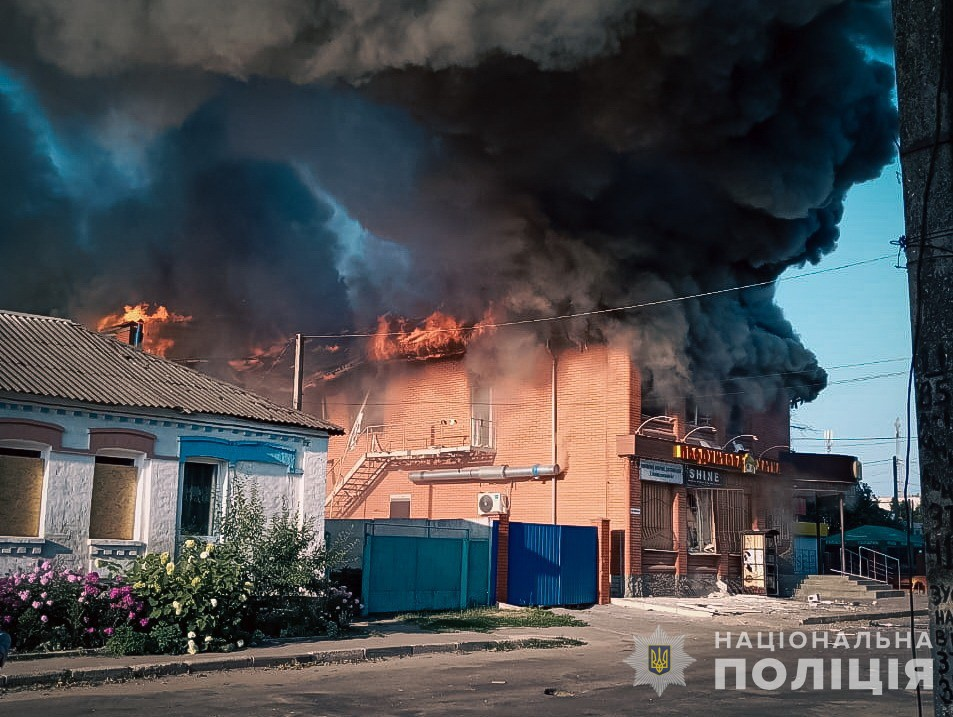
Магазин у Краснопіллі після атаки 19 липня

Зафіксовано обстріл з використанням 1 FPV-дрону (1 вибух), мінометні обстріли (14 вибухів), артобстріли (9 вибухів). У Краснопіллі пошкоджені 2 магазина, в Осоївці — магазин та пекарня.

### 20 липня
По громаді нанесено обстріл з використанням 1 FPV-дрону (1 вибух), обстріли з використанням ударних БпЛА літакового типу (5 вибухів).

### 21 липня
росіяни били з артилерії (12 вибухів) та мінометів (3 вибухи). Також був обстріл з використанням 1 FPV-дрону (1 вибух).

### 22 липня
Ворог вдарив по громаді з мінометів (13 вибухів), наніс удари дронами-камікадзе типу «FPV» (4 вибухи) та обстріл ударним БпЛА літакового типу (1 вибух).

### 23 липня
росіяни вдарили апо громаді з артилерії (2 вибухи) та мінометів (14 вибухів).

### 24 липня
росіяни вдарили по громаді з мінометів (4 вибухи) та артилерії (2 вибухи).

### 25 липня
Зафіксовано мінометний обстріл (1 вибух), обстріл з використанням 1 FPV дрону (1 вибух), артобстріл (2 вибухи).

### 26 липня
Ворог бив по громаді з артилерії (15 вибухів) та мінометів (12 вибухів).

### 29 липня
Ворог бив по громаді з гранатометів (9 вибухів).

### 30 липня
Ворог бив по громаді з артилерії (2 вибухи).

### 31 липня
З території рф здійснено атаку FPV дронами (4 вибухи), обстріли з гранатометів (12 вибухів), мінометів (5 вибухів), артилерії (2 вибухи), пуск ракет НУРС (4 вибухи).

### 1 серпня
Ворог бив по громаді з мінометів (45 вибухів).

### 2 серпня
Зафіксовано атаку FPV дронами (1 вибух), обстріл з мінометів (2 вибухи).

### 3 серпня
З території рф здійснено атаку FPV дронами (1 вибух).

### 4 серпня
Був артилерійський обстріл громади (2 вибухи).

### 5 серпня
Ворог бив по громаді з мінометів (10 вибухів), артилерії (12 вибухів) та наніс авіаудар «КАБ» (4 вибухи).

### 6 серпня
Ворог бив з артилерії (5 вибухів), мінометів (22 вибухи), удари FPV дронів (5 вибухів).

### 7 серпня
Відбулися атаки FPV-дронів (4 вибухи), обстріли з мінометів (6 вибухів) та гранатометів (5 вибухів).

### 8 серпня
Ворог бив по громаді з мінометів (4 вибухи).

### 9 серпня
Зафіксовано авіаудари КАБ (2 вибухи).

### 10 серпня
Відбулися атаки FPV-дронів (5 вибухів), обстріли з мінометів (12 вибухів) та артилерії (2 вибухи).

### 11 серпня
Ворог бив по громаді з артилерії (19 вибухів), з FPV-дрона (1 вибух).

### 12 серпня
Ворог вдарив по громаді з артилерії (22 вибухи), РСЗВ (3 вибухи). Також були авіаудари КАБ (7 вибухів).

### 13 серпня
На громаду відбулося скидання ВОГ з БпЛА (1 вибух). Також росіяни вдарили з артилерії (11 вибухів) та FPV дроном (1 вибух). Крім того, здійснено авіаудар КАБ (1 вибух). Внаслідок обстрілів загинула цивільна особа на власному подвір’ї, ще двох мирних жителів громади було поранено.

### 14 серпня
росіяни вдарили по громаді з АГС (5 вибухів), мінометів (56 вибухів) та завдали авіаудари КАБ (2 вибухи). Зафіксовано удари FPV дронами (9 вибухів).

### 15 серпня
Зафіксовано авіаудари КАБ (9 вибухів), удари FPV дронами (2 вибухи), ракетний удар (1 вибух), артобстріли (32 вибухи), обстріли з мінометів (7 вибухів), з танку (5 вибухів). У результаті авіаударів КАБ загинув 40-річний цивільний чоловік, отримали поранення 3 цивільні особи. Також пошкоджено приміщення місцевого підприємства та транспортні засоби працівників.

### 16 серпня
Ворог бив по громаді з артилерії (43 вибухи), мінометів (22 вибухи), FPV дронами (3 вибухи).

### 17 серпня
Відбулися пуск НАР з гелікоптерів по громаді (32 вибухи), артилерійські обстріли (16 вибухів), обстріли з мінометів (9 вибухів), удари FPV дронами (15 вибухів).

### 18 серпня
росіяни вдарили по громаді з артилерії (17 вибухів), мінометів (23 вибухів), РСЗВ (10 вибухів). Також були пуск НУРС з гелікоптера (9 вибухів), удари FPV дронами (2 вибухи).

### 19 серпня
Ворог бив з мінометів (79 вибухів), РСЗВ (8 вибухів), артилерії (48 вибухів), здійснив пуск некерованих авіаційних ракет з гелікоптерів (НАР) (8 вибухів), обстріли FPV-дронами (4 вибухи).

### 20 серпня
росіяни вдарили по громаді з артилерії (41 вибух), мінометів (30 вибухів), РСЗВ (5 вибухів), FPV-дронами (10 вибухів). Унаслідок обстрілів FPV-дронами поранено 1 цивільну особу Також завдано авіаударів КАБ (7 вибухів) та скидання вибухових пристроїв з БпЛА (ВОГ) (2 вибухи).

### 21 серпня
46 мін скинули росіяни на територію громади, унаслідок обстрілів поранено 3 цивільні особи. Також ворог вдарив з артилерії (55 вибухів), скинув вибухові пристрої з БпЛА (2 вибухи), завдав удару КАБ (1 вибух) та FPV-дронами (5 вибухів).

### 22 серпня
Зафіксовано авіаудар КАБ (2 вибухи), мінометні обстріли (37 вибухів), артобстріли (25 вибухів).

### 24 серпня
Ворог бив по громаді з артилерії (23 вибухів), мінометів (4 вибухи), РСЗВ (14 вибухів), FPV-дронами (11 вибухів), скинув вибухові пристрої з БпЛА (ВОГ) (1 вибух). Також нанесено авіаудари (КАБ) (4 вибухи).

### 25 серпня
Агресор завдав авіаудару (КАБ) (2 вибухи), обстрілів з мінометів (5 вибухів), артилерії (17 вибухів), РСЗВ (5 вибухів), FPV-дронами (7 вибухів).

### 26 серпня
росіяни завдали по громаді авіаудар КАБ (3 вибухи), п’ятеро цивільних людей були поранені, також ворог бив із артилерії (11 вибухів), внаслідок чого двоє цивільних людей отримали поранення, зафіксовано і мінометний обстріл (10 вибухів), обстріл із РСЗВ (20 вибухів), скидання з БПЛА вибухових пристроїв (5 вибухів), атаку FPV-дроном (7 вибухів).

### 27 серпня
росіяни здійснили атаку FPV-дроном (3 вибухи), внаслідок чого поранена цивільна людина, також вели мінометний обстріл (2 вибухи), артилерійський (12 вибухів) та обстріл із РСЗВ (10 вибухів).

### 28 серпня
росіяни обстріляли громаду з артилерії (25 вибухів), вели мінометний обстріл (11 вибухів), здійснили скид з БПЛА вибухового пристрою (2 вибухи).

### 29 серпня
росіяни вдарили FPV-дронами (7 вибухів), обстріляли громаду з міномета (6 вибухів), артилерії (7 вибухів), здійснили скид з БПЛА вибухового пристрою (1 вибух).

### 30 серпня
росіяни здійснили обстріл громади з артилерії (22 вибухи), мінометний обстріл (26 вибухів), скидання з БПЛА (4 вибухи), обстріл із РСЗВ (9 вибухів), також здійснили ракетний удар (2 вибухи).

### 31 серпня
Російські окупаційні війська за добу випустили понад півсотні мін та снарядів по території трьох громад Сумської області. Про це повідомив керівник ОВА Сумщини Дмитро Живицький. Згідно зі словами Живицького, російська армія обстрілювала Білопільську та Шалигінську громади з мінометів. По території Краснопільської громади гатили зі ствольної артилерії. «Після 15 години у Білопільській громаді був мінометний обстріл, 28 приходів. У той же час росіяни 8 мін випустили по Шалигинській громаді. О 18 годині у Краснопільській громаді було 15 прильотів із ствольної артилерії», - йдеться у повідомленні.

### 1 вересня
росіяни ударили безпілотником у місце, де перебували співробітники поліції у селі Глибне. Поранення зазнало двоє поліцейських. Також росіяни вели артилерійський обстріл громади (11 вибухів).

### 2 вересня
Ворог бив по громаді із артилерії (12 вибухів), також зафіксовано скид з БПЛА вибухових пристроїв (8 вибухів), мінометний обстріл (10 вибухів), атаку FPV-дроном (2 вибухи), дроном-камікадзе (2 вибухи).